# 11886 Kraske
11886 Kraske eller 1990 TT10 är en asteroid i huvudbältet som upptäcktes den 10 oktober 1990 av de båda tyska astronomen Freimut Börngen och Lutz D. Schmadel vid Tautenburg-observatoriet. Den är uppkallad efter Konrad Kraske.
Asteroiden har en diameter på ungefär 7 kilometer.